# Griechisch Weißenburg

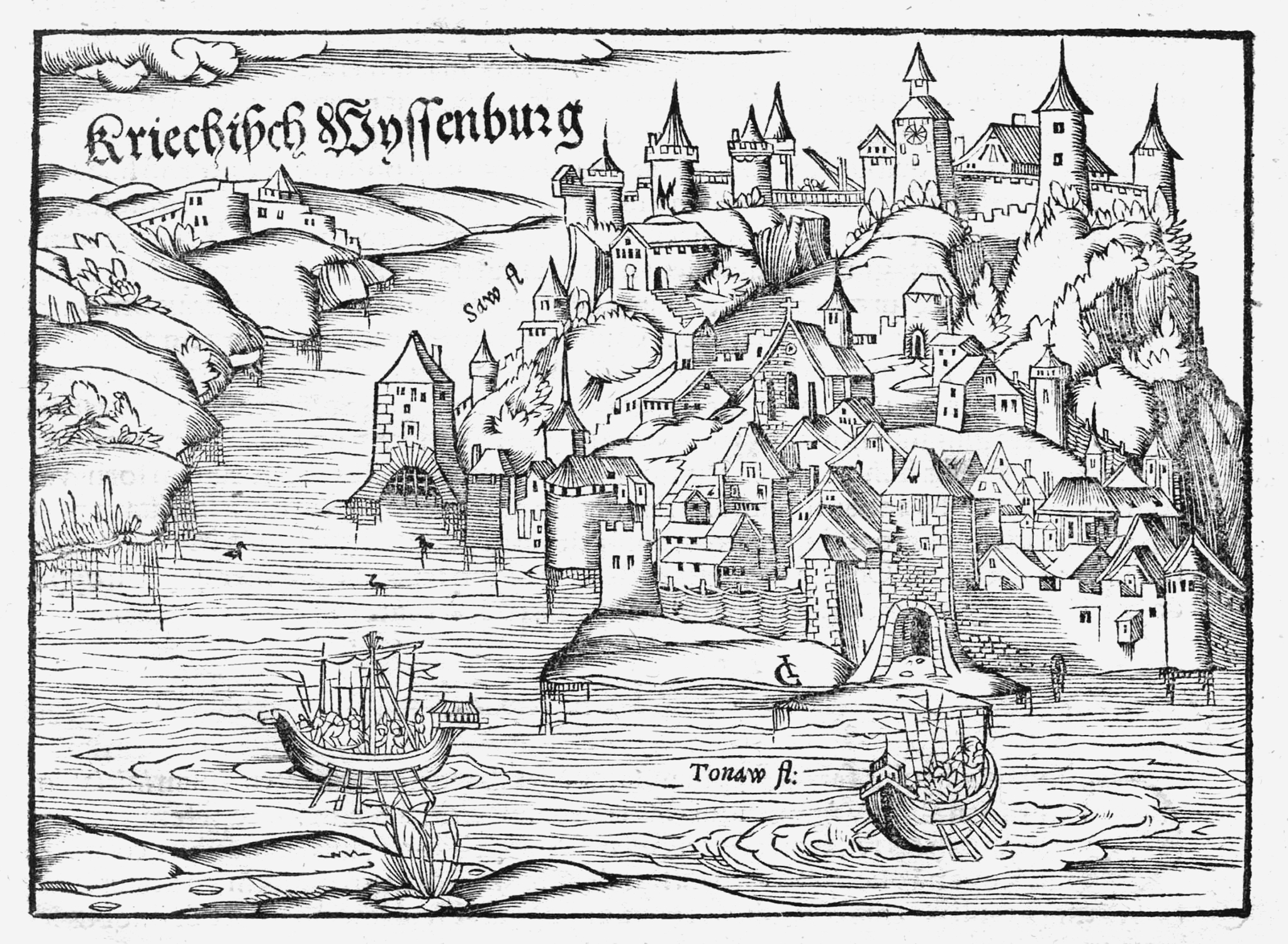
Die Belagerung von Belgrad („Kriechißch Wyſſenburg“) 1456

Ausdehnung des Byzantinischen Reiches im Jahre 1025

Griechisch-Weißenburg mit der gelehrten Form Alba Graeca oder Alba Bulgarica (in byzantinischen Quellen Βελιγράδον, Veligradon, in Ungarisch Nándorfehérvár) war der geläufige Name für die serbische Hauptstadt Belgrad im Mittelalter vom 9. bis zum 16. Jahrhundert. Die vorhergehende römisch-byzantinische Stadt Singidunum verschwand mit der Großen Slaweninvasion um 630. Erst 250 Jahre später wurde über die Existenz einer Folgesiedlung berichtet. Die slawische Bezeichnung Beligrad tauchte demnach zwar schon im 9. Jahrhundert auf, erlebte aber erst im Laufe der Türkenkriege im 17. Jahrhundert auch in Europa größere Verbreitung und verdrängte allmählich den Schriftnamen Griechisch-Weißenburg, der aber auch noch bis ins 19. Jahrhundert weiter benutzt wurde.

## Namenskonvention
In der Epoche der Makedonen und Komnenen vom neunten bis zum zwölften Jahrhundert – in Europa entspricht das dem Früh- und Hochmittelalter, was in der byzantinischen Geschichtsschreibung ungeläufige Begriffe sind – und insbesondere für die Zeit der byzantinischen Hegemonialmacht ab Basileios II. bis Manuel I. und der anschließenden ungarischen Herrschaft bis 1403 ist es angebracht, historisch von Griechisch-Weißenburg zu sprechen. Erst die Benennung Belgrads als Residenzstadt unter Stefan Lazarević, die durch den sich anschließenden Bedeutungsgewinn der Stadt eine wesentliche Zäsur in deren Geschichte darstellte, markiert den semiotischen Wandel von Griechisch-Weißenburg zu Belgrad: Das byzantinische Kastron wurde zu einer mittelalterlichen Stadt. Der alte eingebürgerte Name hielt sich aber auch noch bis nach der türkischen Eroberung 1521. Eindeutig kennzeichnet der Begriff die vierhundertjährige byzantinische Geschichte von Belgrad, die mit dem Verschwinden von Singidunum und der Entwicklung der mittelalterlichen Stadt Anfang des 15. Jahrhunderts endet.

## Geschichte

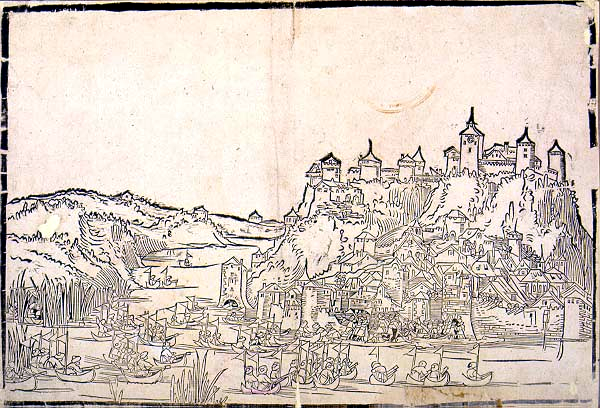
Holzschnitt der Belagerung von Belgrad (1521), herausgegeben von Wolfgang Resch in Nürnberg 1521. Die seitenverkehrte Ansicht (die Ansicht ist nicht invers geschnitten worden) zeigt den vom Fluss ausgehenden Angriff des Piri-Pascha und der Janitscharen mit der Erstürmung der Unterstadt. Unter anderem sind die turmreiche Oberstadt und der Mlinarica-Turm (Mühlturm) an der Save abgebildet.

Im neunten Jahrhundert wurde Belgrad erstmals als Bestandteil des Ersten Bulgarischen Reiches erwähnt, das unter Simeon mit Byzanz um die Vorherrschaft auf dem Balkan kämpft. Zar Simeon konnte Belgrad kurzzeitig in sein Reich eingliedern, aber mit Johannes Tzimiskes (969–976), der die Russen und Bulgaren zurückdrängte und die Kroaten und Serben zu Vasallen machte, begann die Byzantinische Ausbreitung bis zur Donau und Save, die mittelfristig nicht mehr aufhaltbar war. Belgrad fiel 976 nach dem Tod von Tzimikes nochmals an das Großbulgarische Reich. Der aufbrechende Hegemonialkonflikt mündete in den langwierigen Bulgarisch-Byzantinischen Krieg (991–1014), der von Basileios II. 1014 in der Schlacht von Kleidion zugunsten von Byzanz entschieden wurde, wodurch das Reich des Samuils 1018 endgültig aufgelöst wurde. Damit war die Führung der südslawischen Völker unter Samuil, der sein Reich vom Schwarzen Meer bis zur Adria ausdehnen konnte, beendet und die Balkanhalbinsel völlig unter byzantinischer Kontrolle, die mit der Anerkennung der byzantinischen Oberhoheit von den Kroaten und Serben vollendet wurde.
In der Zeit der Makedonen und Komnenen war Griechisch-Weißenburg ein byzantinisches Kastron, das in die Themenverwaltung integriert war. Es war Bestandteil des von Basileios II. 1018 eingerichteten Themas Sirmium.
Die Stadt wurde für fast zwei Jahrhunderte fester Bestandteil innerhalb der byzantinischen Reichsgrenzen, wurde aber regelmäßig von den Ungarn belagert und geplündert (1096, 1112 und 1127), die die Befestigung 1112 völlig abtrugen und anstatt dessen 1127 nach einem Feldzug des ungarischen Königs Stephan II. das gegenüberliegende Zemun aufbauten.
Kaiser Manuel I., der die byzantinische Vorherrschaft im 12. Jahrhundert weiter untermauerte, war während mehrerer Gelegenheiten in Belgrad und zerstörte 1165 das ungarische Zemun (Zeugminon). Er verstärkte gleichzeitig die Befestigungsstellung in Belgrad in Form eines deltoiden Kastells, das etwa die Ausmaße 135 m × 60 m besaß und festigte mit der Entscheidung in der Schlacht bei Sirmium die Nordgrenzen des Byzantinischen Reiches gegen die Ungarn.
Mit dem beginnenden Niedergang der byzantinischen Vormacht und nachdem 1076 Jerusalem in die Hände der Seldschuken gefallen war, führten die ersten Kreuzzüge durch die Stadt, die 1184 an Ungarn fiel. 1189 weilte Kaiser Friedrich Barbarossa mit etwa 100.000 Kreuzfahrern in der zerstörten Stadt, die in den folgenden 200 Jahren eine eher untergeordnete Rolle spielte. Erst unter Stefan Lazarević erhielt sie als Residenz eine Bedeutung, die sie davor noch nie hatte und geriet ins Blickfeld des Osmanischen Reiches, das um die Stadt mit den Ungarn heftig kämpfte (1444, 1456 und 1521).